# Трюлликон
Трюлликон (нем. Trüllikon) — коммуна в Швейцарии, в кантоне Цюрих.
Входит в состав округа Андельфинген. Население составляет 995 человек (на 31 декабря 2007 года). Официальный код — 0040.